# روبرت كونينغ
روبرت كونينغ (بالألمانية: Robert König)‏ هو رياضياتي نمساوي، ولد في 11 أبريل 1885 في لينتس في النمسا، وتوفي في 9 يوليو 1979 في ميونخ في ألمانيا.